# Lowkey
Kareem Dennis, známější spíše svým uměleckým jménem Lowkey (* 23. května 1986 Londýn), je britský raper a politický aktivista anglického a iráckého původu. Poprvé na sebe upozornil díky své sérii mixtapů, které vyšly ještě před jeho osmnáctými narozeninami, a předtím než se oprostil od hudebního průmyslu. Později se znovu objevil v roce 2008 s více skladbami na rádiu BBC, a také se objevil na různých festivalech a koncertech, včetně Electric Proms, Glastonbury, T in the Park a Oxegen, přičemž zároveň pracoval na svém prvním sólo albu Dear Listener (Milý posluchači) a také v té době spolupracoval s mnoha známými britskými muzikanty za účelem vytvoření jedné velké superskupiny lidí se stejnými názory. Ačkoli se jeho hudba stávala oblíbenější, tak ho hudební společnosti odmítly, kvůli jeho otevřeným politickým názorům. Přesto se jeho kariéra jako sólového a nezávislého umělce začala úspěšně vyvíjet a sklízel úspěch za úspěchem. V rámci svého turné vystupoval na různých místech světa, včetně Libanonu, Austrálie, Řecka, Venezuely, Spojených států, Západního břehu Jordánu, Itálii a mnoha dalších. 16. října 2011 vydal nezávisle své druhé sólo album Soundtrack to the Struggle (Soundtrack k boji).

## Počátky
Dennis se narodil v Londýně irácké matce a britskému otci. Díky jeho smíšenému původu často sám sebe popisoval jako „Angličan mezi Araby a Arab mezi Brity“.[zdroj?] Ve svých dvanácti letech začal rapovat, zpočátku imitoval americké rapery, ale později začal užívat svůj vlastní přízvuk. Začal navštěvovat Open Mic sešlosti, které se konaly v obchodě s nahrávkami Deal Real v ulici Carnaby Street v centru Londýna. Jako Lowkey se poprvé představil na první sešlosti, avšak zjistil, že už zde jeden Lowkey je, a tak se rozhodli o své jméno bojovat. A to tak, jak uměli nejlépe, v rap battlu, který Dennis vyhrál. Nadále díky tomu tedy používal své umělecké jméno Lowkey. V patnácti letech byl pobodán. Rána mu rozsekla dvě šlachy a těsně minula ulnární tepnu. Když bylo Dennisovi osmnáct let, tak se jeho starší bratr, který trpěl mentálním onemocněním, která mu však nebyla nikdy diagnostikována, sám zabil. V tu dobu Dennis prohlásil, že ztráta jeho bratra ho naučila, že existují věci, které někdy nedávají smysl, a nebo nemohou být pochopeny.

## Hudební kariéra

### 2003–2009: Mixtapy a Dear Listener
První část jeho série mixtapů Key to the Game byla vydána nezávisle v roce 2003. Během jednoho a půl roku vydal druhou a třetí část série. Za všechny tři získal hodnocení kritiků UK hip-hopových kruhů. Ačkoli první část byla složena převážně z hudebních podkladů jiných umělců, tak druhá část už byla převážně originální práce ve spolupráci s několika umělci a producenty a část třetí, která neměla žádné tzv. skity a krátké skladby, jako mají tradiční mixtapy, byla ve většině jeho vlastní práce.

### 2009–2012: Soundtrack to the Struggle
Po turné s Immortal Technique spolu nahráli skladbu „Voices of the Voiceless“, kterou vydali v září roku 2009. Po první minutové ukázce byla oficiálně zveřejněna na YouTube.
Druhý singl „Long Live Palestine“( také známý jako „Tears to Laughter“) byl digitálně vydán 9. března roku 2009. V prosinci téhož roku Lowkey odhalil svůj plán vytvoření druhé části k „Long Live Palestine“, kde si na pomoc přizval mezinárodní umělce, včetně palestinské rapové skupiny DAM, anglo-palestinské sólové zpěvačky a rapperky Shadia Mansour, The Narcicyst z Iráku, íránské umělce Hich Kas a Reveal, syrsko-libanonské vystupující Eslama Jawaada a afroamerického muslima Hasana Salaama. „Long Live Palestine“ byla přibalena k EP společně s první částí a s instrumentální částí.
Soundtrack to the Struggle byl vydán 16. října 2011. Album vstoupilo do UK Albums Chart 23. října na 57. místě, což byl také Lowkeyho první vstup do mezinárodních hitparád. V britském žebříčku stahovaných alb se Soundtrack to the Struggle umístil ještě lépe jak v žebříčku alb a to a na 14. místě. V žebříčku R&B se album vyšplhalo nejvýše a to na 6 místo. V posledním žebříčku nezávislých alb se umístil na devátém místě.

### Od roku 2012: Hudební pauza (hiatus)
17. dubna 2012 Lowkey oficiálně přerušil svoji kariéru, což zveřejnil na svém facebookovém profilu. Kvůli svým názorům a postojům byl sledován policií a následně vyhoštěn z Londýna. Proto z obavy o svoji rodinu svoji kariéru prozatím ukončil. Spolu s tím také deaktivoval svou stránku na Facebooku, která v tu dobu čítala 180 000 fanoušků.

### Spolupráce
Lowkey spolu s raperem Reveal založil skupinu zvanou Poisonous Poets (Jedovatí poeti) a vydali jeden vlastní mixtape v roce 2005. Členy skupiny byly dále Reveal, Stylah, Tony D a Therapist.
Lowkeyho manažer Jon McClure, otevřený politický aktivista a také frontman skupiny Reverend and The Makers, se podílel na tvorbě prvních dvou částí Key to the Game. Oba dva díky touze po tom smíchat hudbu s politikou a indie rock s hip hopem, později založili skupinu Mongrel, která se skládala z jiných známých hudebníků. Ve skupině byl mezi jinými také bubeník Matt Helders z Arctic Monkeys a ex-basista Andy Nicholson spolu s basistou ze skupiny Babyshambles Drew McConnellem, a mnoho dalších umělců. Díky své vytíženosti s jejich vlastní kariérou měli problém najít si čas a vystupovat společně na koncertech. Jejich debutové album bylo odsunuto z října 2009 na únorové turné roku 2010. Album Better Than Heavy bylo vydáno a poskytnuto zdarma s britským deníkem The Independent 7. března. Uskupení bylo pozváno, aby vystoupilo na uvítání prezidenta Huga Cháveze do Venezuely. Lowkey během jeho prvního summitu Společenství latinskoamerických a karibských států navštívil Caracas a popsal Venezuelu jako stát mnohem blíže demokracii než jeho rodná zem Spojené království, a vyzdvihoval Cháveze jako vůdce, který se snaží vybudovat nezávislou alternativu neo-liberálního kapitalismu, který po celá desetiletí zbavoval jeho lidi svobody.

## Politický aktivismus
Lowkey je hlasitý oponent sionismu a stal se velmi známým díky jeho pro-palestinským aktivitám jako patron Palestinské solidární kampaně, kde porovnával sionismus s kolonialismem a etnickými čistkami. Je znám také díky svému rčení „Nic není více antisemitské než sionismus“. Ovšem také argumentoval tím, že v podstatě obě skupiny, jak sionisté, tak antisemité, věří, že židovský lid nemůže v podstatě žít mezi normálními lidmi jako jedna komunita. V únoru 2009 cestoval po palestinských uprchlických táborech v okolí Západního břehu Jordánu, kde měl vystupovat za účelem získání finančních prostředků pro znovuvybudování Pásma Gazy. Na letišti Ben Gurion byl však na devět hodin zadržen izraelskou policií, která ho vyslýchala, zatímco mu byl zabaven jeho pas. Později roku 2009 se opět vydal s rapperem M-1 z uskupení Dead Prez poskytnout humanitární a lékařskou pomoc Palestincům v Gaze, toto vedlo ke spolupráci mezi Lowkeyem a M-1 na albu Soundtrack to the Struggle. V červenci 2010 byl opět zadržen na své cestě po uprchlických táborech na Západním břehu Jordánu, kde chtěl vystupovat na koncertech a pracovat na spoluprací se zdejšími umělci. Poté, co jej drželi 12 hodin a byla spuštěna on-line petice, byl propuštěn.
Lowkey byl významným členem Protiválečné koalice (Stop the War Coalition). Také měl mnoho proslovů týkajících se okupace v Iráku. K tomu všemu ostře kritizoval zahraniční politiku Spojených států a Spojeného království, a prohlásil, že tyto dvě velmoci se zajímají jen o podporu vůdců, kteří jsou pod jejich vlivem, anebo vůdců, kteří jsou ochotni jim pomáhat. Prohlásil také, že americká média přehlížejí ty, kteří nevěří v americkou zbraňovou nadvládu. Lowkey také kritizoval amerického prezidenta Baracka Obamu jako „hezký obličej ošklivé země“, který rozšiřuje agresivní zahraniční politiku Goerge Bushe.

## Kritici a spory
V lednu roku 2011 napsal Marcus Dysh článek pro Jewish Chronicles (židovské kroniky) o účasti Lowkeyho v Palestinské solidární kampani, kde prohlásil „Jeden expert zabývající se protiizraelskou aktivitou popsal vzrůstající vliv a dopad umělců jako je Lowkey jako „potenciální noční můra“ a srovnal dopad jeho podpory v kampani s lidmi jako Annie Lennox a Elvis Costello, kteří napadali židovský stát. Glenn Beck, bývalý televizní moderátor Fox News, zesměšňoval Lowkeyho v jeho show na jeho rádiu, kde vypichoval texty z Lowkeyho skladby „Terrorist?“. Beck také nahrál sám sebe, jak tancuje ve videoklipu, kde ukazoval různá znamení gangů s cílem zesměšnit obsah skladby. V červnu roku 2010, se Lowkey a Chipmunk, který byl v tu dobu upsán společnosti Sony, dostali do sporu na Twitteru. To vedlo k vydání Lowkeyho skladby s názvem The Warning, zveřejněné na YouTube. Chipmunk v listopadu téhož roku odpověděl skladbou Flying High. Oba se umístili nerozhodně na desátém místě na MTV Base v kategorii Best of the Best UK MCs 2010, kde v čele hitparády byl Tinie Tempah.
Pořadí rozhořčilo grime umělce MC Ghetts, který měl za to, že si zasloužil ocenění více, než Lowkey. Vydal skladbu s názvem „Who’s on The Panel?“, ve které obviňoval Lowkeyho že ovlivnil hlasování. Lowkey jako nezávislý umělec vydal okamžitě na svou obranu skladbu s názvem „Top 1 Selected“, kde zmiňuje Ghetts‘ a vysmívá se mu, že byl pověřen k vytvoření skladby na podporu United Kingdom Census 2011, což bylo vedeno společností obrany Spojených států Lockheed Martin. Dále také obvinil MTV z toho, že naschvál zvolili jeho a Chipmunka na stejném místě, aby mezi nimi zvýšili napětí. Jako odpověď Ghetts a Devlin pověsili na internet video, kde zesměšňují Lowkeyho posedlost Palestinou, navzdory tomu, že pochází z Velké Británie. 21. října se Ghetts připojil k Lowkeymu na pódiu jako speciální tajný host na křtu alba Soundtrack to the Struggle.

## Ostatní práce
V červenci roku 2008 divadlo Theatre Royal ve městě Bath uvádělo Max and Beth, moderní adaptaci Macbetha od Williama Shakespeara napsanou v rýmech. Lowkey také napomáhal publikovat NSPCC’s (Národní společnost pro prevenci týrání dětí), kampaní Don’t Hide It (Neskrývejte to), kde také přispěl skladbou, která popisuje pohled na svět ženské oběti sexuálního zneužívání. Lowkey společně s Logicem dále také vytvořili neziskovou organizaci Lidová armáda. Logic vytvořil také nevydané album zabývající se New World Order (Novým světovým řádem) a setkal se s tehdejším vůdcem Liberálních demokratů Menziesem Campbellem. V dubnu roku 2010 odehrál turné společně s židovským profesorem a politickým aktivistou Normanem Finkelsteinem, který přednášel na mnoha univerzitách po celém světě.

## Diskografie

### Studiová alba
| Název                      | Detaily alba                                                                 | Umístění v žebříčcích | Umístění v žebříčcích | Umístění v žebříčcích |
| Název                      | Detaily alba                                                                 | UK                    | [UK IND]              | [UK R&B]              |
| -------------------------- | ---------------------------------------------------------------------------- | --------------------- | --------------------- | --------------------- |
| Dear Listener              | - Vydáno: 20. října 2008 - Label: So Empire - Ve formě: CD, download         | —                     | —                     | —                     |
| Soundtrack to the Struggle | - Vydáno: 16. října 2011 - Label: Mesopotamia Music - Ve formě: CD, download | 57                    | 9                     | 6                     |

### Společná tvorba s jinými umělci
- Poisonous Poetry (2005) – společně s Poisonous Poets
- Better Than Heavy (2009) – společně s Mongrel

### Mixtapy
- Key to the Game, Vol. 1 (2003)
- Key to the Game, Vol. 2 (2004)
- Key to the Game, Vol. 3 (2005)
- Uncensored (Kompilace) (2009)